# Премьер-министры Зимбабве
Премьер-министр Зимбабве (шона Prime gurukota weZimbabwe, англ. Prime Minister of Zimbabwe) — глава правительства Республики Зимбабве.
Премьер-министр Зимбабве был политическим представителем в правительстве Зимбабве, которое существовало в двух отдельных случаях. Первым премьер-министром был Роберт Мугабе с 1980 по 1987 год после официального получения независимости страны от Великобритании. Он вступил в должность, когда Южная Родезия стала Республикой Зимбабве 18 апреля 1980 года. Этот пост был упразднён после внесения в 1987 году в Конституцию страны соответствующих поправок. В дальнейшем пост премьер-министра был восстановлен в 2009 году и существовал до 2013 года, когда Конституция Зимбабве была отменена.

## Список премьер-министров Зимбабве
|                                                              | Портрет | Имя                                                                | Вступил в должность | Покинул должность | Политическая партия                         | Выборы                            |
| ------------------------------------------------------------ | ------- | ------------------------------------------------------------------ | ------------------- | ----------------- | ------------------------------------------- | --------------------------------- |
| 1                                                            |         | Роберт Габриэль Мугабе (1924—2019) шона Robert Gabriel Mugabe      | 18 апреля 1980      | 31 декабря 1987   | Зимбабвийский африканский национальный союз | 1980 1985                         |
| С 31 декабря 1987 по 11 февраля 2009 года пост был упразднён |         |                                                                    |                     |                   |                                             |                                   |
| 2                                                            |         | Морган Ричард Цвангираи (1952—2018) шона Morgan Richard Tsvangirai | 11 февраля 2009     | 11 сентября 2013  | Движение за демократические перемены        | 2008 Политические переговоры 2008 |
| С 11 сентября 2013 пост упразднён                            |         |                                                                    |                     |                   |                                             |                                   |